# Paris Rive Gauche

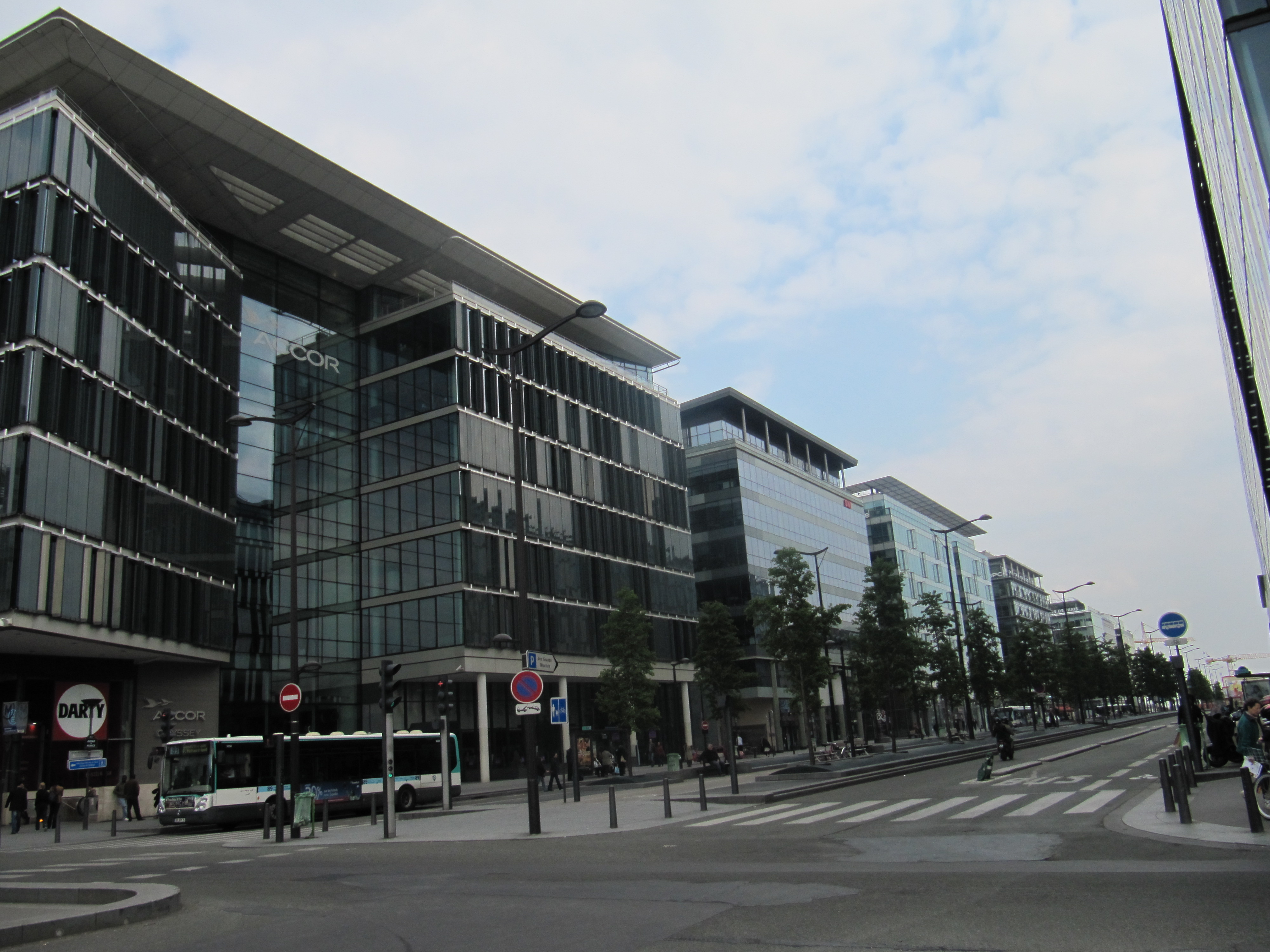
Nová výstavba na Avenue de France

Paris Rive Gauche (Paříž Levý břeh), též Seine Rive Gauche je moderní čtvrť v Paříži, která se rozkládá na levém břehu řeky Seiny ve 13. obvodu od Slavkovského nádraží až po Boulevard périphérique. Výstavba začala v 90. letech postavením Francouzské národní knihovny a pokračuje výstavbou dalších obytných a kancelářských budov, např. Univerzity Paříž VII Denis Diderot nebo lávky Simone de Beauvoir. Jedná se o nejrozsáhlejší urbanistický projekt na území Paříže od operací Italie 13 a Front-de-Seine. Zahrnuje území o rozloze 130 ha. Developerem celé lokality je společnost SEMAPA (Société d'économie mixte d'aménagement de Paris). Na projektu spolupracuje mnoho architektů a krajinářů z Francie i zahraničí, např. Christian de Portzamparc, Norman Foster, Ricardo Bofill, Jean-Michel Wilmotte aj.

## Rozsah operace
Dotčené území má rozlohu 130 ha, z čehož 26 ha připadá na zakrytí železničních tratí. Celková užitná plocha bude činit 2 200 000 m2. Z toho připadá 98 000 m2 na zelené plochy, 430 000 m2 bydlení, 700 000 m2 kanceláří, 405 000 m2 volnočasových aktivit a 662 000 m2 občanské vybavenosti (obchody, restaurace apod.).
Celý projekt je rozdělen do pěti částí:

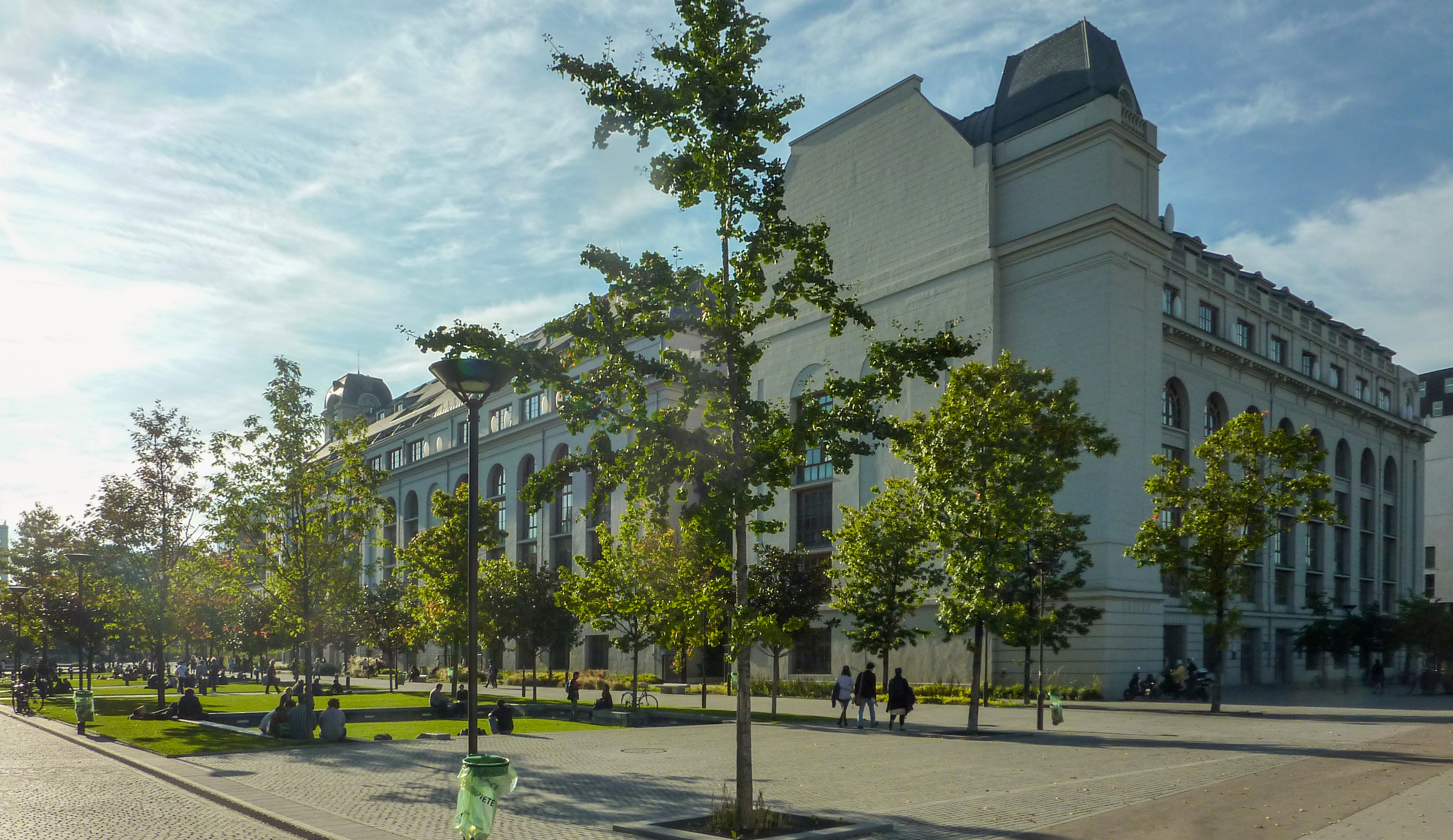
Sídlo Univerzity Paříž VII

- Quartier Austerlitz (Čtvrť Slavkov): zahrnuje území od Slavkovského nádraží na Boulevard Vincent-Auriol, Avenue Pierre-Mendès-France (která je prodloužením Avenue de France) obklopená kancelářskými budovami. Tato čtvrť je již z velké části postavena. Některé starší obytné domy byly zachovány.
- Rue du Chevaleret: ulice byla rozšířena a je obklopena zahradami, které usnadňují přístup k moderní zástavbě.
- Avenue de France: je hlavní osa podél železničních kolejí i nad nimi, od nádraží (kde nese jméno Avenue Pierre-Mendès-France) až po Boulevard Masséna. Jižní část této osy není ještě dokončena.
- Quartier Tolbiac (Čtvrť Tolbiac): oblast od Boulevardu Vincent-Auriol k Rue de Tolbiac. Hlavní budovou je stavba Francouzské národní knihovny, obklopená domy, kancelářemi a zařízeními pro volný čas (kina, restaurace). Tato čtvrť je z velké části dokončena, s výjimkou zakrytí železnice, které stále probíhá.
- Quartier Masséna (Čtvrť Masséna): zasahuje od Rue de Tolbiac na Boulevard périphérique. Zde se nachází nové sídlo Univerzity Paříž VII Denis Diderot.

## Historie
Na počátku 90. let se jednalo o průmyslovou oblast, částečně opuštěnou a zchátralou, výjimku tvořily bývalé chladírenské sklady Les Frigos, kde se usídlili umělci a přeměnili je na ateliéry. Pařížská rada schválila v roce 1991 plán rozvoje území s názvem Seine Rive Gauche (v roce 1996 přejmenovaný na Paris Rive Gauche), který byl posledním velkým projektem bývalého starosty Jacquese Chiraca. První obytné domy byly dokončeny v roce 1996 a ve stejném roce byla otevřena Francouzská národní knihovna a Pont Charles-de-Gaulle. První komerční budovy byly otevřeny v roce 1997. Následovalo zprovoznění linky 14 (1998), zahájení prací v jižní části čtvrtě (2000), první úsek Avenue de France (2001), Collège Thomas-Mann (2002), Cité de l'Image et du Son MK2 (2003) a mnoho kancelářských budov. V červenci 2006 byla zprovozněna lávka Simone de Beauvoir spojující Národní knihovnu s parkem Bercy na druhé straně Seiny. Ve stejné době byly otevřeny plovoucí lázně – bazén Josephiny Bakerové na Seině pod Národní knihovnou.

## Budoucí práce
Hlavní sídlo Univerzity Paris-Diderot je téměř dokončeno. Celý univerzitní kampus Paris Rive Gauche by měl být dostavěn v červnu 2012. Institut national des langues et civilisations orientales (Národní ústav orientálních jazyků a civilizací) a Bibliothèque universitaire des langues et civilisations (Univerzitní knihovna jazyků a civilizací) budou sídlit na ulici Rue des Grands-Moulins, kde vytvoří společně Pôle des langues et civilisations du monde (Centrum světových jazyků a civilizací). Projekt je v plném proudu. Kulturní zařízení a pro volný čas by měla vzniknout v prostoru mezi pont de Bercy a pont Charles-de-Gaulle. Jedná se o velké sklady a parkoviště. Uvažuje se rovněž o vybudování justičního paláce, definitivní místo však ještě nebylo vybráno.

## Zachované celky
I když je operace rozsáhlá a přeměňuje radikálně zdejší zástavbu, udrží si přesto čtvrť některé prvky ze své tradiční průmyslové minulosti. Některé budovy byly zachovány, jiné částečně zmizí nebo budou z velké části přestavěny a integrovány do nové architektury.
- Les Frigos: bývalé chladírenské sklady podél Rue de Tolbiac koupila v roce 1994 společnost Frigoscandia. Od počátku 80. let jsou zde usídleni umělci se svými ateliéry. Budova je snadno rozpoznatelná podle fresek, které pokrývají její fasádu.
- Grands Moulins de Paris (Velké pařížské mlýny): rozkládají se podél Seiny ve čtvrti Masséna. Byly poškozeny požárem, ale opraveny a začleněny do areálu Univerzity Paříž VII. Je v nich umístěna univerzitní knihovna, učebny a kanceláře.
- Halle aux farines (Tržnice s moukou): sousední stavba byla rovněž přeměněna na univerzitní budovu. Jsou zde posluchárny, učebny a laboratoře.
- Továrna SUDAC na výrobu kompresorů byla přeměněna na sídlo École nationale supérieure d'architecture de Paris-Val de Seine (Národní škola architektury Paříž-Val de Seine). Velká cihlová hala byla obnovena a doplněna novou budovou.
- Freyssinetova hala: rozsáhlá železobetonová hala, kterou se do roku 2006 využívala jako překladiště zásilkové společnosti. Projekty na využití této budovy nejsou ještě definitivně vyřešeny.

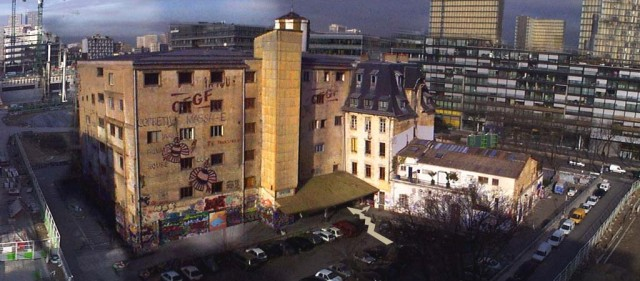
Les Frigos
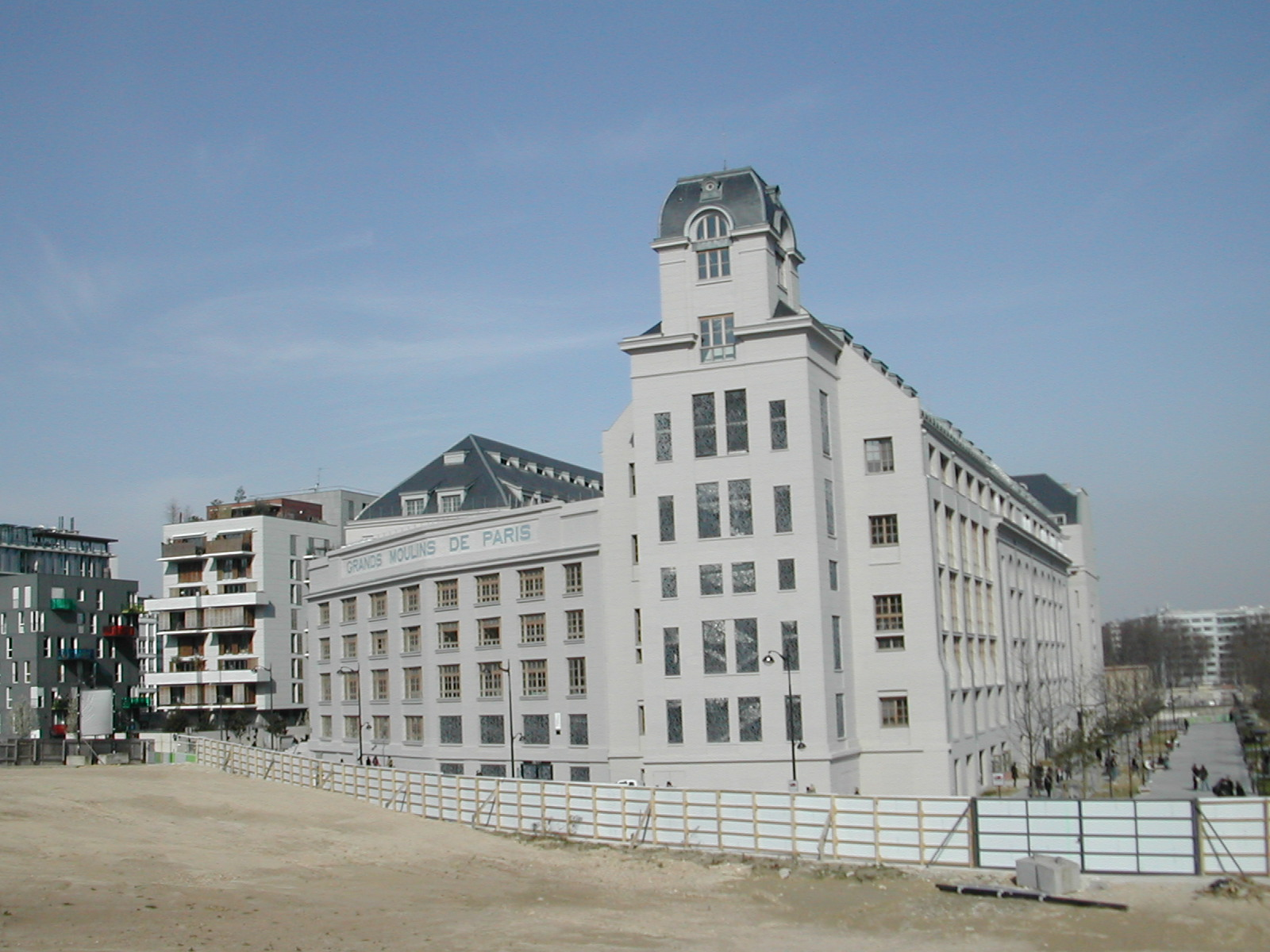
Grands Moulins de Paris
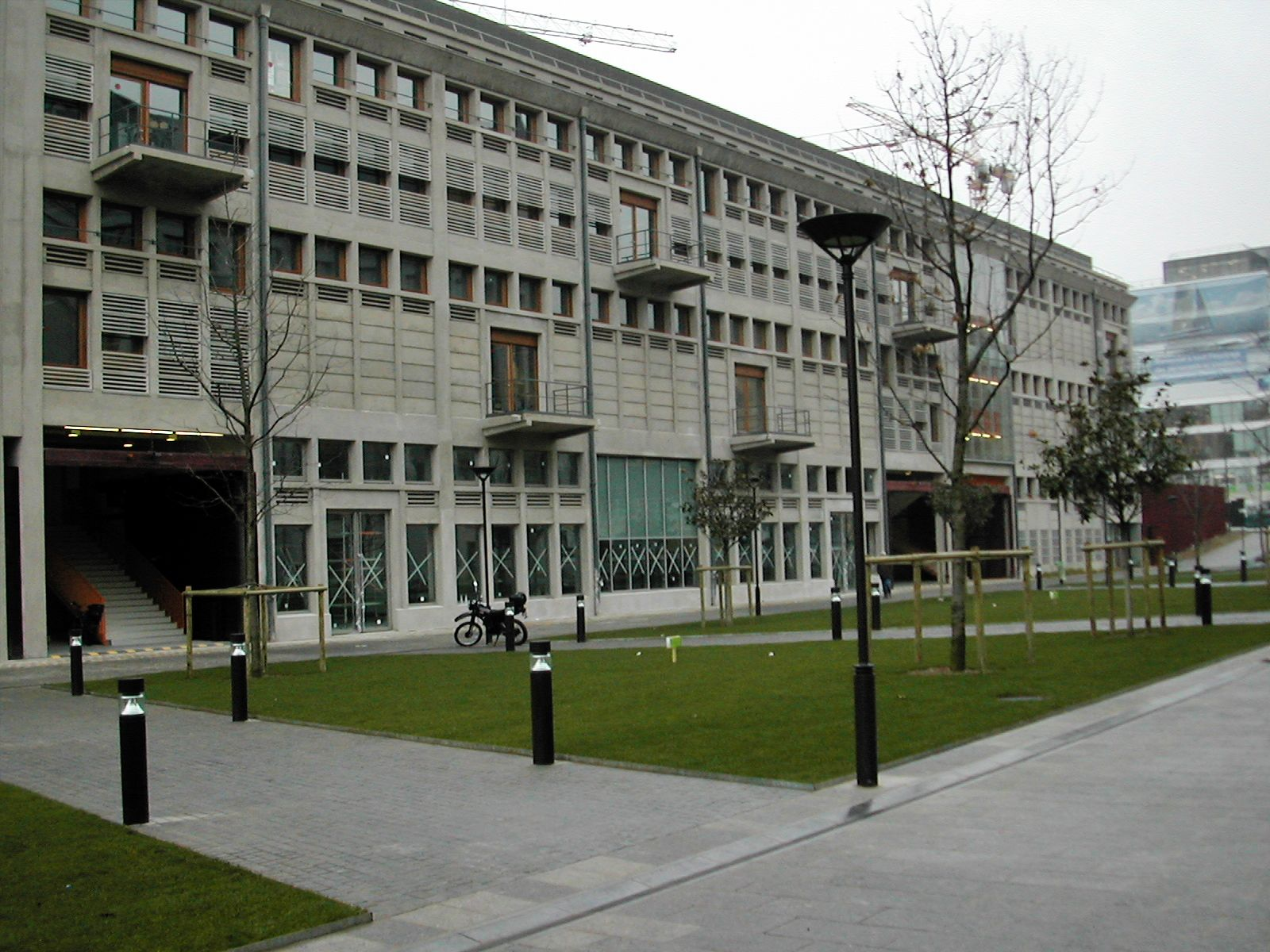
Halle aux Farines
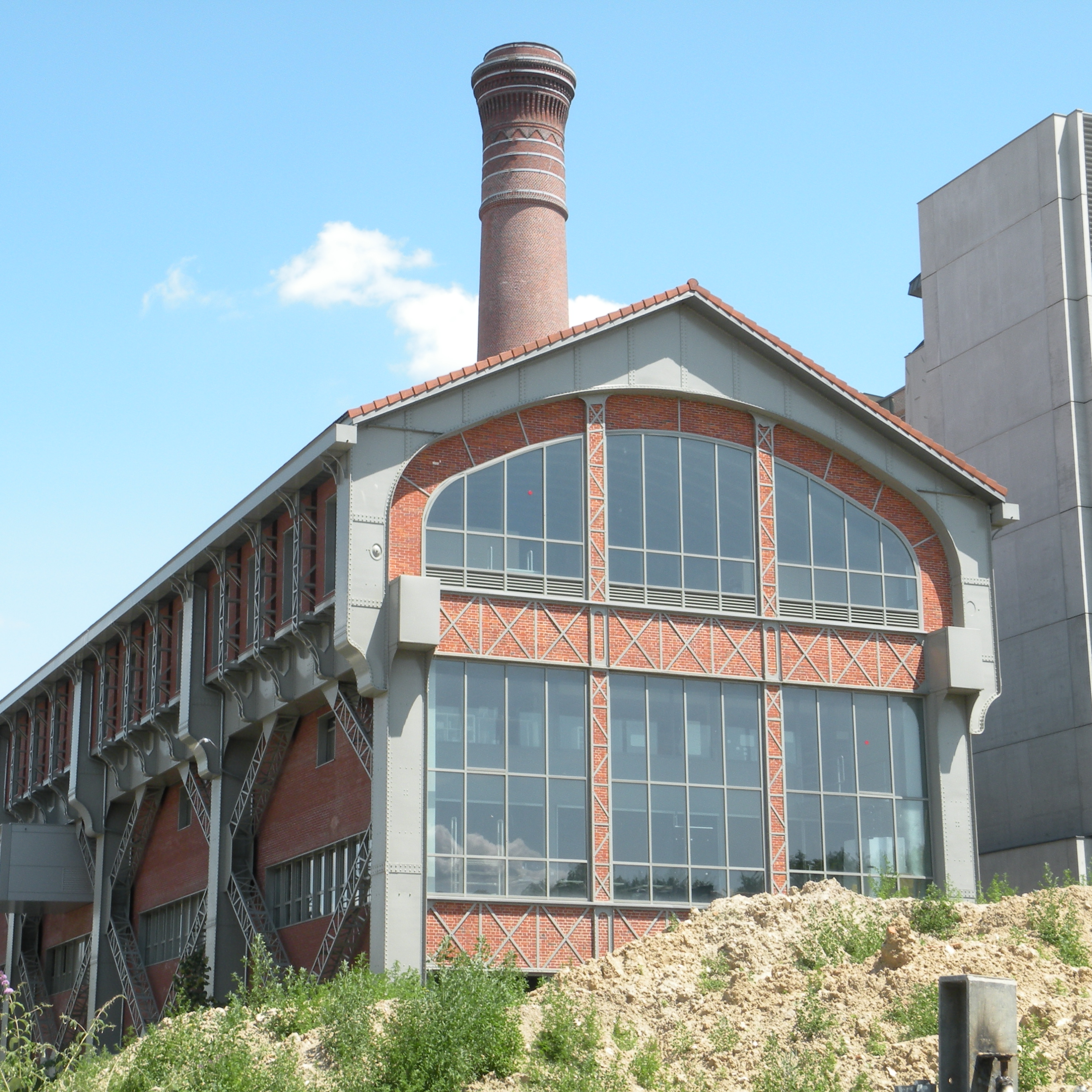
Továrna SUDAC